# Justo y Pastor
Los santos Justo y Pastor, también conocidos como los Santos Niños, (Alcalá de Henares, 297 y 295 - Alcalá de Henares, 304) fueron unos mártires hispanorromanos ejecutados en el 304 en Alcalá de Henares por orden del prefecto de la ciudad Publio Daciano (o Dacio), durante la persecución de Diocleciano. Justo y Pastor, que contaban con 7 y 9 años respectivamente, se negaron a abjurar del cristianismo.
Cada 6 de agosto, la diócesis de Alcalá de Henares celebra la festividad de los Santos Niños Justo y Pastor con una Eucaristía solemne y una procesión por las calles del casco histórico de Alcalá de Henares.

## Historia
La tradición los hace hijos de San Vidal y sobrinos de Santa Marta de Astorga. En el lugar donde fueron ejecutados, se levantó años después una capilla para albergar sus restos. Cuenta la tradición que debido a la devoción hacia los santos, se fue despoblando poco a poco la antigua ciudad romana Complutum (la antigua Alcalá de Henares, a dos kilómetros en dirección a Madrid), y que alrededor de su tumba se fueron construyendo las primeras casas de Alcalá de Henares, quien acoge a los Santos Justo y Pastor como sus fundadores y santos patrones.
En el siglo VIII, tras la invasión musulmana, el miedo a que los restos de los santos fueran profanados hizo que fuesen trasladados por San Urbicio a la iglesia de San Pedro el Viejo de Huesca, y a Narbona (Francia). En 1568 una parte de los restos regresó a Alcalá, donde se encuentran actualmente, quedando la mayor parte en Huesca. Su fiesta se celebra el 6 de agosto.
El 6 de agosto de 2014, con el fin de fomentar la veneración de los santos Justo y Pastor en la Diócesis de Alcalá de Henares, el entonces Obispo de Alcalá, Mons. Juan Antonio Reig Pla, constituye oficialmente la Asociación Pública Diocesana Religioso-Cultural Santos Niños Justo y Pastor, con sede canónica en la Catedral-Magistral y social en el Seminario Diocesano de Alcalá. Ya en 1924 el Arzobispo de Madrid-Alcalá, Mons. Leopoldo Eijo Garay, se había constituido una asociación dedicada a los patronos complutenses, pero de carácter local y que desapareció décadas después. También se tiene constancia de una cofradía de los Santos Niños, fundada en 1561.  
El 23 de noviembre del 2014 la parroquia de Nuestra Señora de los Dolores, recibió reliquias de los santos, procedentes de la diócesis de Alcalá de Henares, donadas por el obispo de Alcalá de Henares, Monseñor Juan Antonio Reig Pla. Las reliquias habían sido solicitadas previamente por dicha parroquia, ubicada muy cerca de la calle Justo y Pastor, en la ciudad de Valencia.

## Patronos
Por nombramiento del rey visigodo Chindasvinto los niños Justo y Pastor son patronos de España desde el año 646. Además, son los patronos de la ciudad complutense, de Fresno de Losa (Burgos), de Olleros de Sabero y Valdealiso (León), de Compludo (León), de Tielmes (Madrid), de Mier Peñamellera Alta (Asturias), de Porrúa (Asturias), de Fustiñana (Navarra), de Barbenuta (Huesca), de San Justo Desvern (Barcelona), de Cerezal de Aliste, San Justo y Domez de Alba (Zamora), de Cordobilla de Lácara (Badajoz), de Navalmanzano (Segovia), de Otero de Herreros (Segovia),de Torrescárcela (Valladolid), de San Román (Santa María de Cayón), Sierrapando y Caviedes (Cantabria). En Cambados (Pontevedra), se celebra la Fiesta de San Justo y San Pastor en la capilla del monte de la Pastora, incluyendo la misa en honor a los santos y la procesión.[cita requerida]
En Cotobade (Pontevedra) se celebra la romería de los santos Xusto y Pastor en la carballeira de San Xusto, en la parroquia de San Xurxo de Sacos el 5 y 6 de agosto. Su origen parece remontarse al siglo XV. Los fieles acuden en peregrinación hasta la capilla del lugar para que San Xusto les conceda salud y los salve de cualquier arrebato de maldad. También se celebra una procesión con rito de saludo. En Incinillas (Burgos) se sale en procesión al pueblo con los Santos Justo y Pastor.[cita requerida]

## Iglesias consagradas

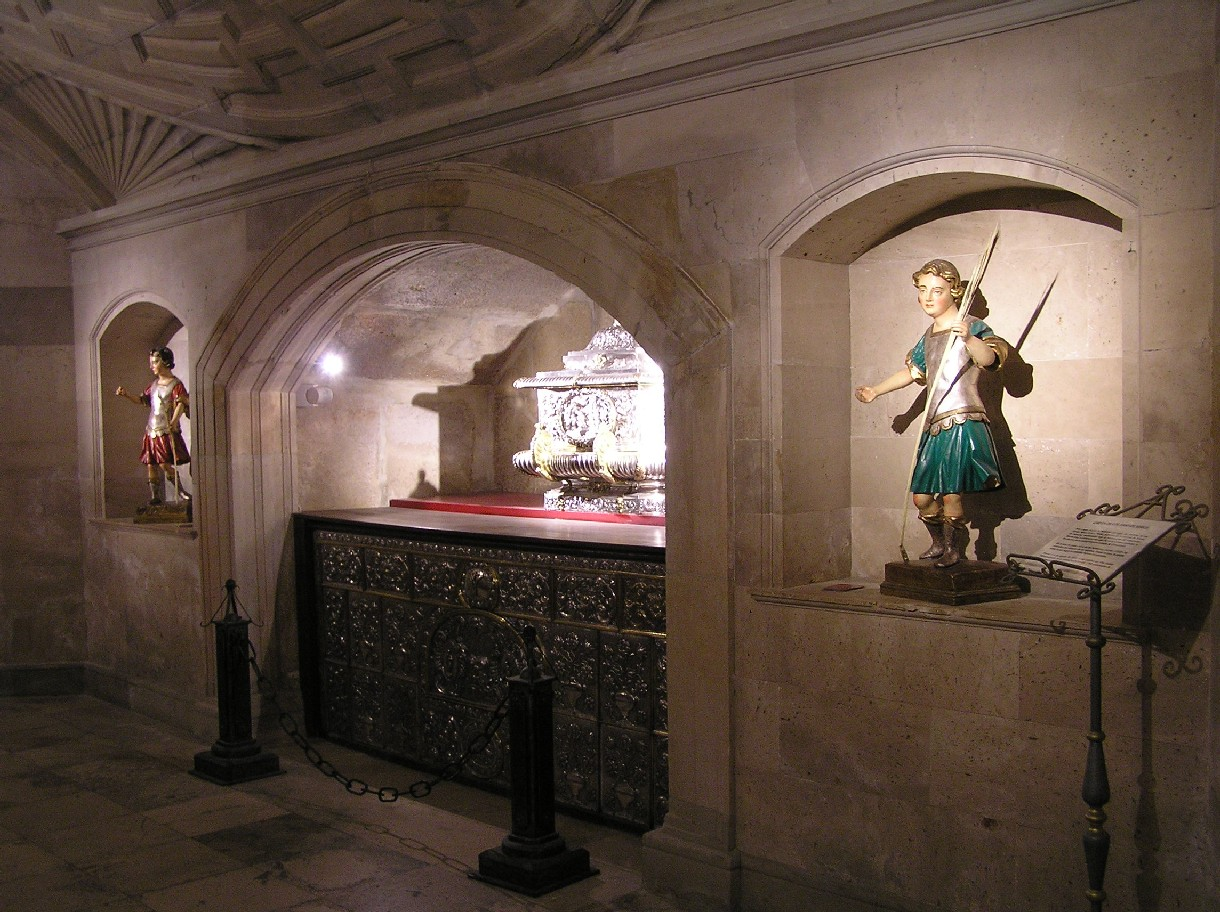
Cripta de la catedral de Alcalá de Henares, con la urna de las reliquias de los santos, de 1702, y la piedra donde fueron degollados.
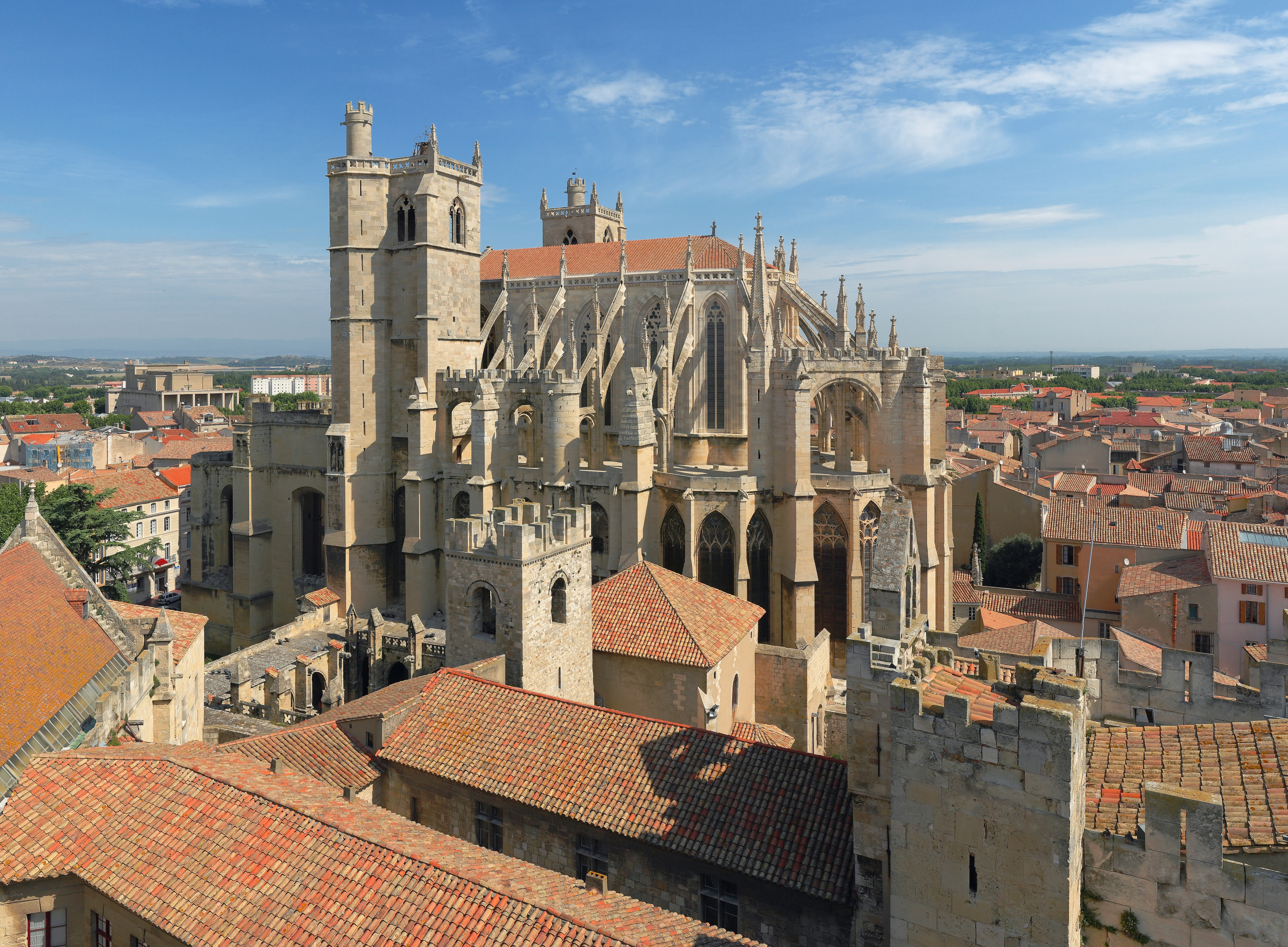
Catedral de los Santos Justo y Pastor de Narbona, donde estuvieron los restos hasta 1568.
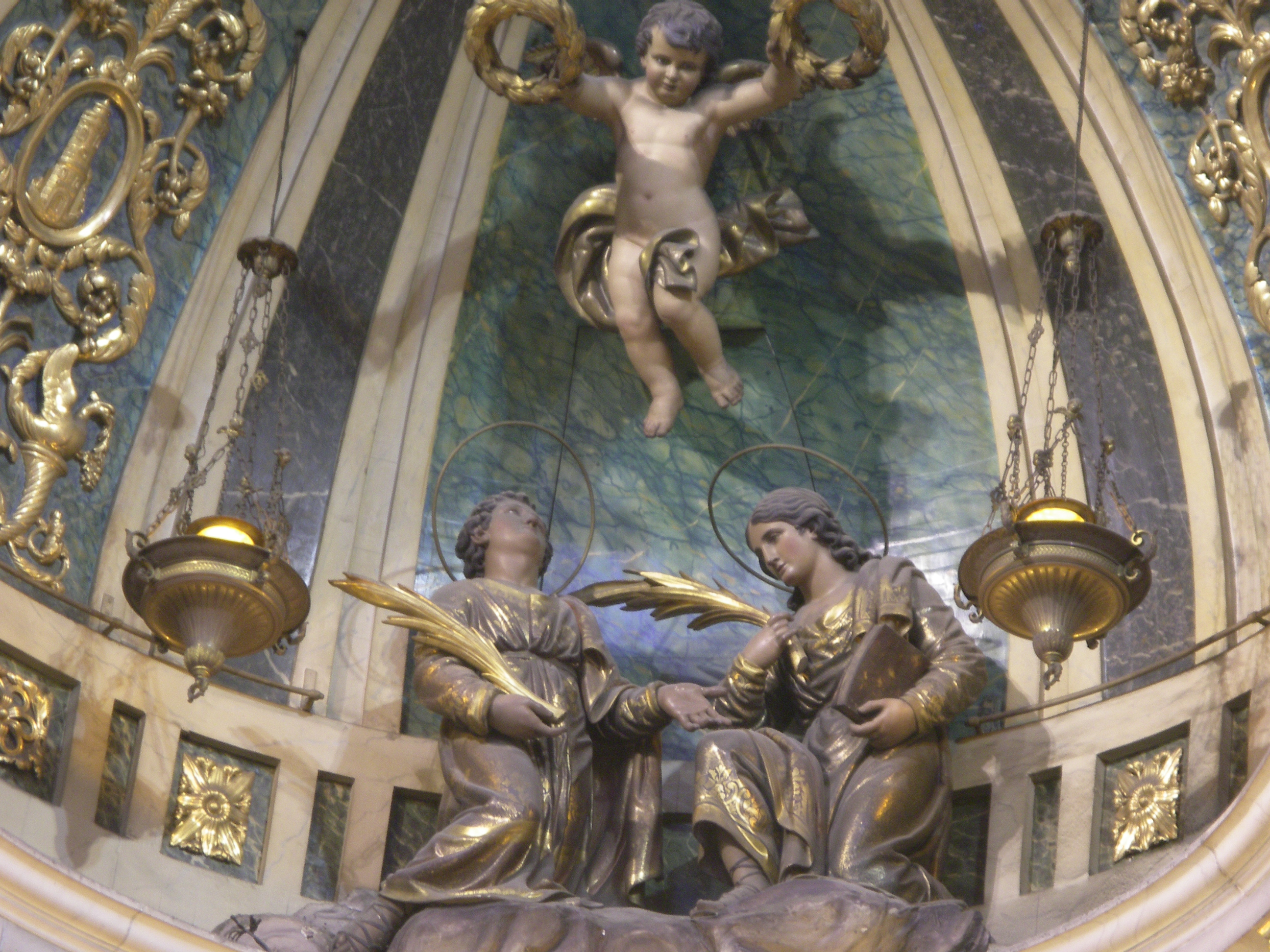
Esculturas de los santos en el retablo mayor de la iglesia de los Santos Justo y Pastor (Barcelona), siglo XVIII.
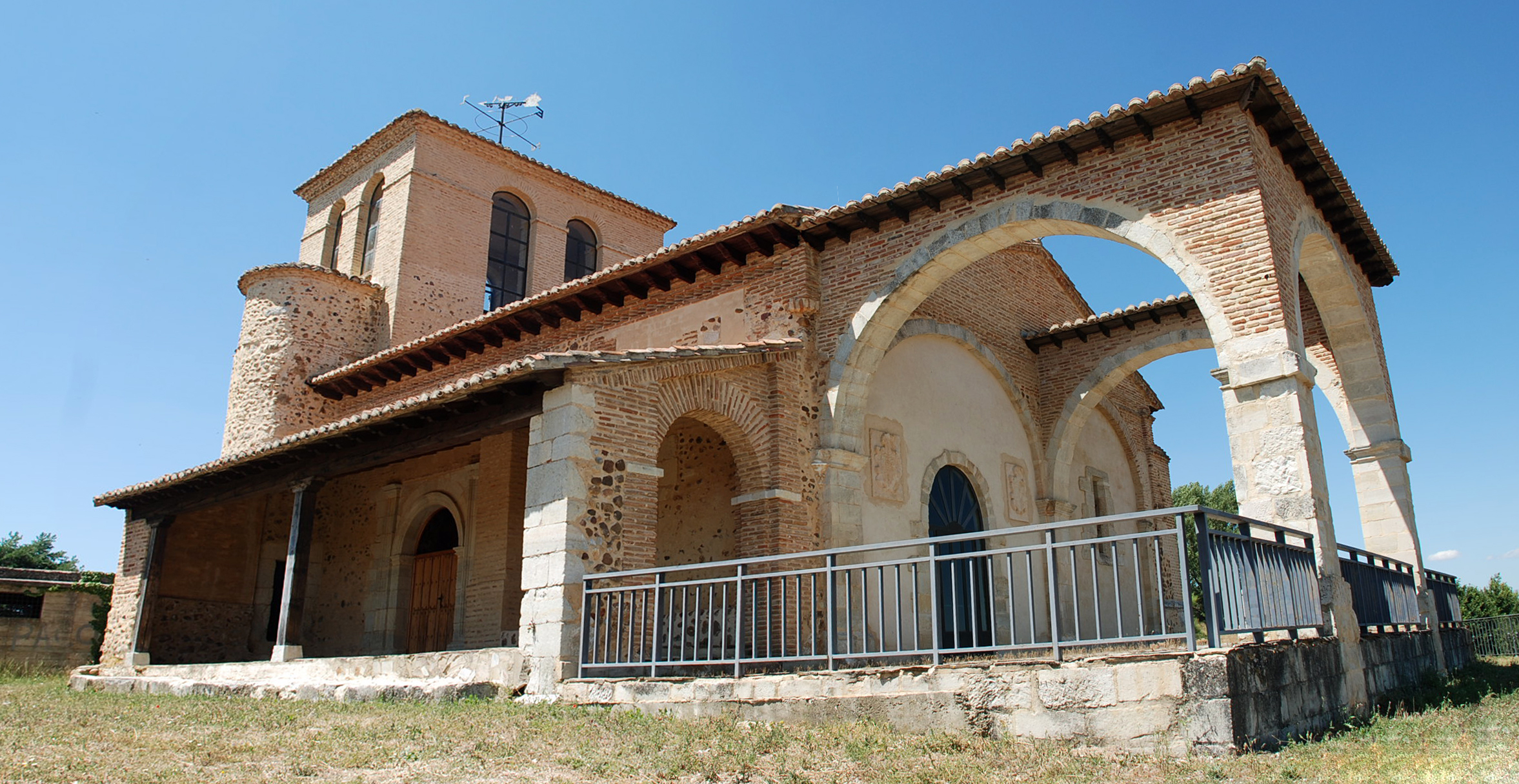
Iglesia de los Santos Justo y Pastor en Buenavista de Valdavia (Palencia)
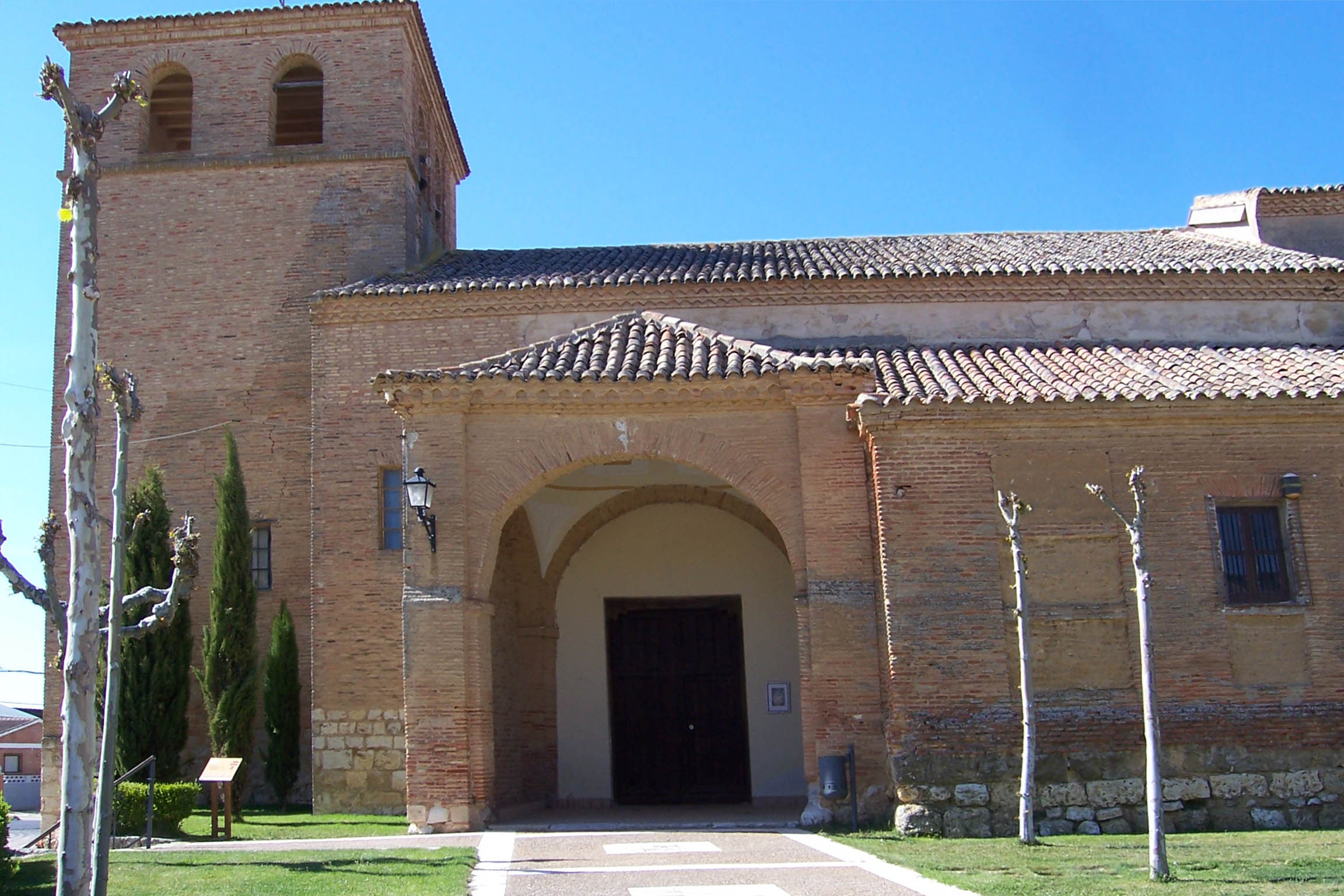
Iglesia de los Santos Justo y Pastor en Cuenca de Campos (Valladolid) del siglo XVI, mudéjar.

## Curiosidades
- En la película de Alejandro Amenábar Los Otros, la madre Grace Stewart (interpretada por Nicole Kidman) usa el martirio de los Santos Niños para inculcar a sus hijos que es mejor dejarse matar que renunciar al cristianismo.